# Бредешть (комуна, Долж)
Бредешть, Бредешті (рум. Brădești) — комуна у повіті Долж в Румунії. До складу комуни входять такі села (дані про населення за 2002 рік):
- Бредешть (1972 особи)
- Бредештій-Бетринь (472 особи)
- Метеу (84 особи)
- Піскань (94 особи)
- Рекарій-де-Жос (1010 осіб)
- Татомірешть (1032 особи)

Комуна розташована на відстані 195 км на захід від Бухареста, 23 км на північний захід від Крайови.

## Населення
За даними перепису населення 2002 року у комуні проживали 4664 особи.
Національний склад населення комуни:
| Національність | Кількість осіб | Відсоток |
| -------------- | -------------- | -------- |
| румуни         | 4584           | 98,3%    |
| цигани         | 80             | 1,7%     |

Рідною мовою назвали:
| Мова      | Кількість осіб | Відсоток |
| --------- | -------------- | -------- |
| румунська | 4588           | 98,4%    |
| циганська | 76             | 1,6%     |

Склад населення комуни за віросповіданням:
| Релігія       | Кількість осіб | Відсоток |
| ------------- | -------------- | -------- |
| православні   | 4476           | 96,0%    |
| бретрени      | 74             | 1,6%     |
| адвентисти    | 63             | 1,4%     |
| лютерани      | 21             | 0,5%     |
| баптисти      | 11             | 0,2%     |
| п'ятдесятники | 6              | 0,1%     |
| унітарії      | 2              | < 0,1%   |
| атеїсти       | 1              | < 0,1%   |

## Зовнішні посилання
- Дані про комуну Бредешть на сайті Ghidul Primăriilor [Архівовано 15 травня 2012 у Wayback Machine.]